# Quer
Quer è un comune spagnolo di 945 abitanti situato nella comunità autonoma di Castiglia-La Mancia.